# Vlatko Vuković
Vlatko Vuković Kosača (in cirillico: Влатко Вуковић Косача; ... – tra l'agosto 1392 e l'agosto 1393) è stato un nobile bosniaco.
Deteneva i titoli di Duca di Hum e Granduca di Bosnia. Si distinse come uno dei migliori comandanti militari del re Tvrtko I nelle battaglie contro l'Impero ottomano.

## Biografia
Vlatko, figlio del duca Vuk Kosača, considerato il fondatore della nobile famiglia Kosača, nel corso della sua vita governò Hum (parte dell'odierna Erzegovina), facente parte del Banato di Bosnia, e successivamente del Regno di Bosnia.
In quel periodo storico la minaccia ottomana si stava intensificando a est, mettendo a rischio la Bosnia e le sue regioni sudorientali a Hum. Il 27 agosto 1388, il granduca Vlatko sconfisse un gruppo di razziatori ottomani (si stima di 18.000 uomini) nella battaglia di Bileća. Alla cavalleria pesante bosniaca viene generalmente attribuito il merito di aver vinto la battaglia, poiché ruppe i ranghi ottomani e inseguì il nemico in ritirata; il celebre comandante ottomano Lala Sahin Pasha riuscì a malapena a salvarsi con il piccolo gruppo dei suoi soldati.
Nel 1389, inviato dal suo re Tvrtko I, comandò un contingente dell'esercito bosniaco come parte di una coalizione cristiana che combatté al fianco del principe serbo Lazar Hrebeljanović nella battaglia del Kosovo contro gli ottomani. Egli fu uno dei pochi comandanti sopravvissuti alla battaglia. Sebbene la battaglia sia vista ora come tatticamente inconcludente, all'epoca era vista diversamente: Vlatko riportò l'esito della battaglia come una vittoria, poiché gli ottomani subirono pesanti perdite e furono costretti a ritirarsi temporaneamente.
Alla sua morte gli successe il nipote Sandalj Hranić. 
Si pensava che sia la sua tomba che quella di sua moglie si trovassero nella necropoli di Stećak, vicino al villaggio di Boljuni in Bosnia ed Erzegovina. Scritta in cirillico, l'iscrizione su quella particolare tomba dice: "Ase leži dobri junak i čovjek Vlatko Vuković" ("Qui giace un buon eroe e un brav'uomo, Vlatko Vuković"), tuttavia, nessuna delle due tombe appartiene a un famoso duca o sua moglie.